# 廣瀬雄也
廣瀬 雄也（ひろせ ゆうや、2001年4月7日 - ）は、ジャパンラグビーリーグワンクボタスピアーズ船橋・東京ベイに所属するラグビーユニオン選手。

## 略歴
福岡県宗像市出身。小学1年生からラグビーを始めた。
東福岡高校時代には主将を務め、U17日本代表・高校日本代表に選ばれた。
2020年、明治大学に入学。
2023年、明治大学ラグビー部の主将に就任。
2024年、アーリーエントリーでクボタスピアーズ船橋・東京ベイに加入。同年12月22日に行われたJAPAN RUGBY LEAGUE ONE第1節カンファレンスBトヨタヴェルブリッツ戦にて先発出場でリーグワン公式戦初出場を果たした。